# Zeeslag bij Vigo
De Slag bij Vigo (of Vigo Baai) vond plaats op 23 oktober 1702, tijdens de Spaanse Successieoorlog, in de baai van Vigo in Galicië. Het was een zeeslag tussen Engels-Nederlandse en Spaans-Franse schepen waarbij de Engels-Nederlandse combinatie bijna de gehele Spaanse en Franse zeemacht vernietigde. 
Er werden ook goud, zilver en andere rijkdommen buit gemaakt maar het overgrote deel van het goud en zilver van de Zilvervloot was al ontscheept en naar Segovia vervoerd. Al deze goederen waren net op 22 september per schip aangekomen uit de Spaanse kolonies in Amerika, maar door onenigheid met de stad Sevilla over het al dan niet mogen lossen van deze goederen in Vigo, waren de meeste handelsschepen nog steeds beladen. Een aanzienlijk deel van het zilver en goud was wel al ontscheept daar deze lading de Spaanse staat toebehoorde en men het van het grootste belang vond deze zo spoedig mogelijk te ontschepen. Met het ontschepen van de overige lading (voornamelijk specerijen) van Nederlands, Spaanse en Engelse handelaren, kon nog niet worden begonnen doordat de benodigde klerken en administratieve voorzieningen nog niet op orde waren. Normaal gesproken kwamen deze vloten in Cádiz aan maar doordat hetzelfde Brits/Hollands eskader deze stad onder beleg had ten tijde van het vertrek uit 'de west' werd uitgeweken naar Vigo. Aangezien nu de gehele administratie die bij zulk een grote aanlanding nodig is (vele tientallen schepen) en die zich normaal in Sevilla bevond moest deze nu ook naar Vigo verhuizen wat vele dagen tot weken in beslag nam. De 'overige' lading (die dus ook niet zo zeer de Spaanse staat toebehoorde) zat nog in de schepen die door het Engels/Nederlands eskader geplunderd en vernietigd werden. Vele handelaren uit het Hollandse waren hierdoor (mede dus door toedoen van 'eigen' eskader schepen) geruïneerd. Wederom een teken dat de Nederlandse 'Gouden Eeuw' toch wel over was. 
Door de vernietiging van bijna de gehele Franse zeemacht bij deze zeeslag verloor Frankrijk in één keer zijn status als maritieme macht en doordat Portugal voor de bescherming van zijn konvooien nu op de dominante Engelse zeemacht was aangewezen koos men in Lissabon nu de kant van de alliantie Engeland/Holland/Oostenrijk. Hierdoor kon de Engelse vloot nu Lissabon als uitvalshaven gebruiken om de Middellandse zee en de straat van Gibraltar te beheersen. Het vernietigen van de Franse marine en Spaanse armada bij Vigo was dus het begin van de Engelse hegemonie ter zee (en teven het einde van de Hollandse 'Gouden eeuw'.)
De Engelsen en Nederlanders hebben nog wel wat zilver en goud kunnen bemachtigen dat nog niet was ontscheept, maar veruit het grootste gedeelte kwam ten goede aan de Spaanse staat. 
De 'schatten' die de Hollanders bemachtigden wogen niet op tegen de schade toegebracht aan de Hollandse handelshuizen die vele scheepsladingen en schepen verloren. De Engelse handelshuizen leden ook schade maar de Engelse zeemacht werd nu de dominante factor op de wereldzeeën, waardoor er een periode van grote economische, politieke en militaire voorspoed begon voor het Engelse rijk. 